# Lisburn Distillery F.C.
Lisburn Distillery F.C. är en fotbollsklubb från Ballyskeagh i Lisburn, Nordirland. Föreningen bildades i november 1880 efter att medlemmar i V. R. Distillery Cricket Club beslutat att bilda ett fotbollslag för att hålla sig aktiva under vintermånaderna. Dunville's Whiskey Distillerys direktörer för fyllde igen en avfallsdamm på destilleriets bakgård för att skapa en idrottsplats åt laget. Lisburn Distillery F.C är en av klubbarna som var med och grundade den Nordirländska ligan 1890, och åkte först ur högsta ligan 1995. Klubbens färg är vit. 
Klubben hette från sitt grundande fram till 1999 Distillery Football Club. Namnbytet 1999 beror på att föreningen ville knyta an mer till stadsdelen Lisburn (som blev egen stad 2002), dit klubben flyttade 1980. Klubben kallas i folkmun fortfarande för "Distillery". 

## Arenor
Föreningens första idrottsplats, Daisy Hill, var på baksidan av Dunville's Whiskey Distillery och de stannade kvar på denna anläggning fram till 1882 då de flyttade till en större arena som hette Broadway, belägen intill Celtic Park. Föreningen utgick från Broadway fram till 1887 då de flyttade till Grosvenor Park, belägen på Distillery Street utanför Grosvenor Road, nära deras gamla anläggning och andliga hem på Daisy Hill . 
1920 beslutade Destilleriet att Grosvenor Park skulle säljas. säsongen 1921-2922 var spelade laget samtliga matcher på olika arenor. säsongen 1922-1923 flyttade föreningen in på York Park på Shore Road. 1926 blåste huvudläktaren sönder och 1927 flyttade laget tillbaka till Grosvenor Park, detta var möjligt då Destilleriets ambitioner med marken där arenan låg inte var lämpliga för dess tänkta ändamål. Således kunde laget återigen använda idrottsplatsen . 
Den 30 december 1952 spelades den första fullständiga matchen som spelades under strålkastarljus, någonstans i Irland, på Grosvenor Park. Distillerys motståndare var det engelska laget Burnley. Den första officiellt godkända tävlingsmatchen under strålkastarljus på de brittiska öarna ägde rum på Grosvenor Park den 25 mars 1953 när Distillery reservlags spelade mot Ballymena Uniteds reservlag i George Wilson Cup och den första ligamatchen under strålkastarljus på de brittiska öarna ägde rum på Grosvenor Park den 24 december 1953 när Distillery spelade mot Coleraine.
Destillery spelade kvar på Grosvenor Park fram till 1971, då Konflikten i Nordirland direkt påverkade klubben. Området runt arenan var ett konfliktområde. Konflikten innebar en säkerhetsrisk som fått klubben att flytta enstaka hemmamatcher till andra arenor, men den avgörande faktorn för att klubben slutligen skulle lämna västra Belfast var att klubbens inkomstbringande sociala klubb blev nedbränd i augusti 1972.
Efter att ha delat Skegoneill Avenue med Brantwood och sedan Seaview med Crusaders i några år flyttade klubben 1980 till ett permanent nytt hem på New Grosvenor Stadium i Ballyskeagh i den södra utkanten av Belfast. Huvudläktaren på New Grosvenor Park är uppkallad efter klubblegenden Bertie McMinn.